# James S. Sherman
James Schoolcraft Sherman (24. října 1855, Utica, New York – 30. října 1912, tamtéž) byl americký státník, politik, právník a bankéř. Působil jako poslanec Sněmovny reprezentantů za Republikány za New York (1887–1891 a 1893–1908). Od 4. března 1909 až do své smrti byl 27. viceprezidentem USA ve vládě republikána Williama Howarda Tafta. Sherman byl dobrosrdečný, oblíbený člověk známý jako pohodový Jim. Byl podruhé nominován na funkci viceprezidenta, ale 30. října 1912 zemřel.